# Hospital de Órbigo
Hospital de Órbigo település Spanyolországban, León tartományban. Lakosainak száma 956 fő (2024).

## Földrajza
Hospital de Órbigo Santa Marina del Rey, Bustillo del Páramo, Villarejo de Órbigo és Villares de Órbigo községekkel határos.

## Népesség
A település lakosságának változását az alábbi diagram mutatja:
| Lakosok száma | 1126 | 1080 | 1052 | 1028 | 1005 | 982  | 976  | 998  | 981  | 956  |
|               | 2001 | 2004 | 2007 | 2009 | 2012 | 2014 | 2017 | 2019 | 2022 | 2024 |